# Agave parryi

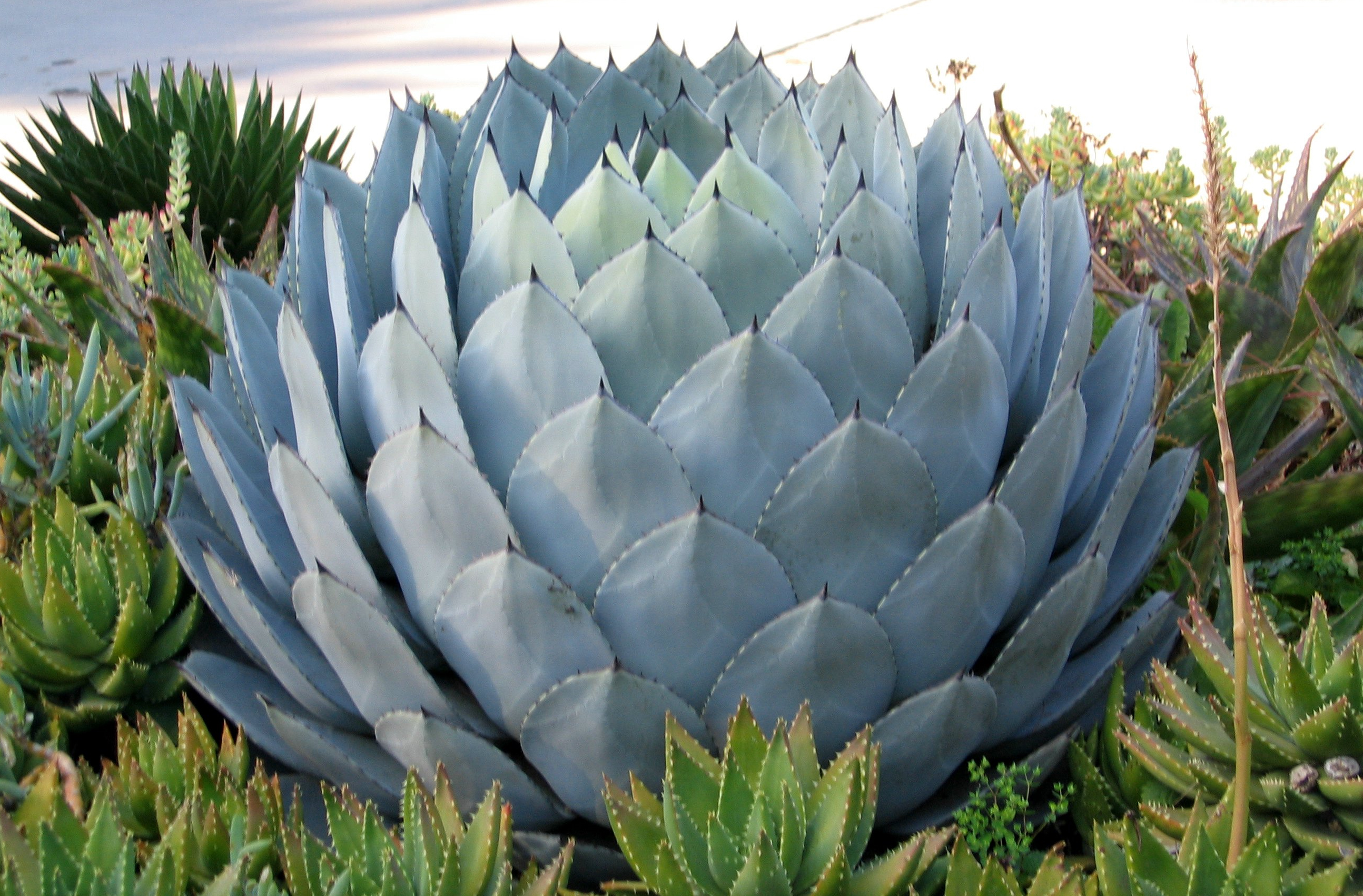
Roseta basal de fulles dAgave parryi

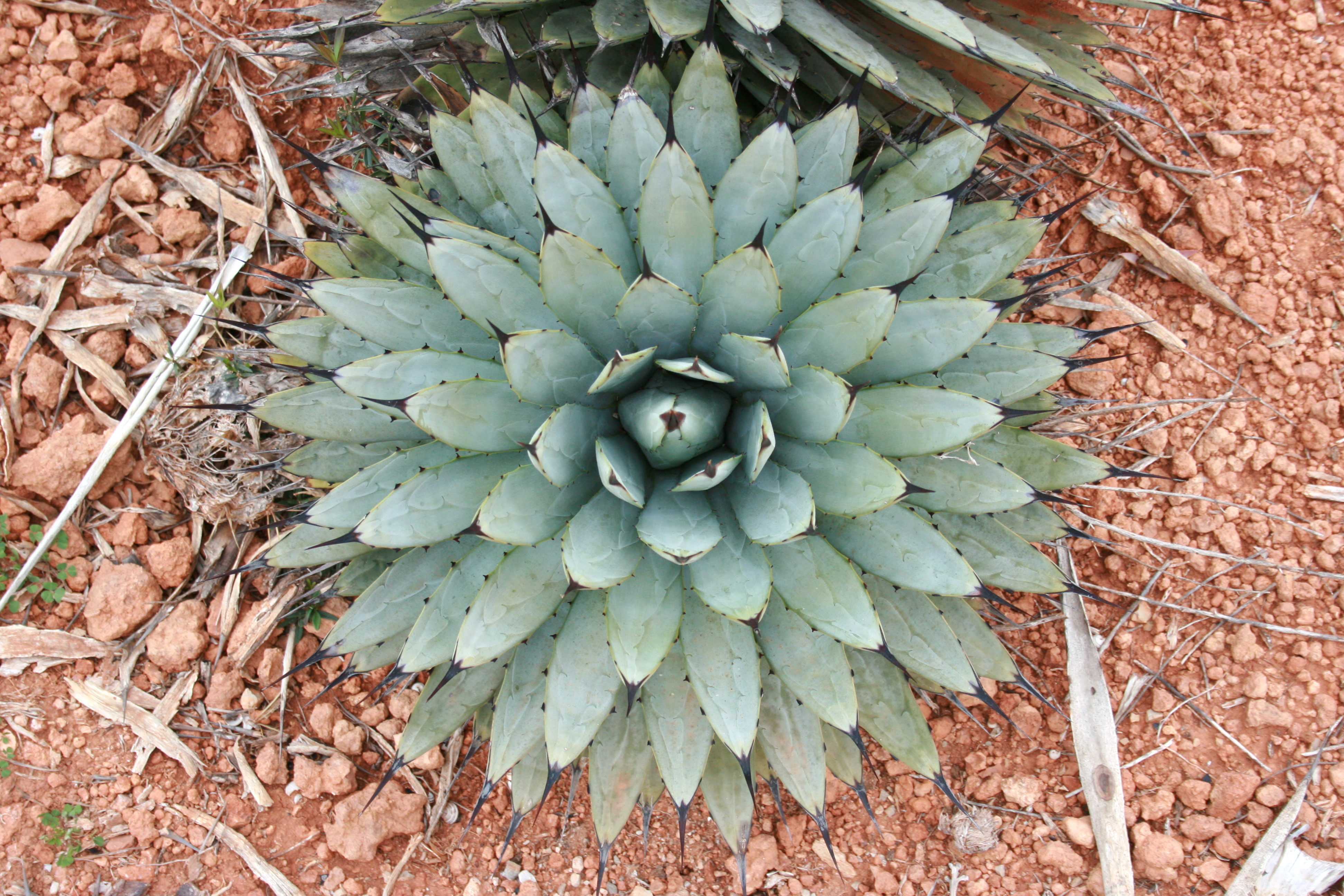
Vista des de dalt

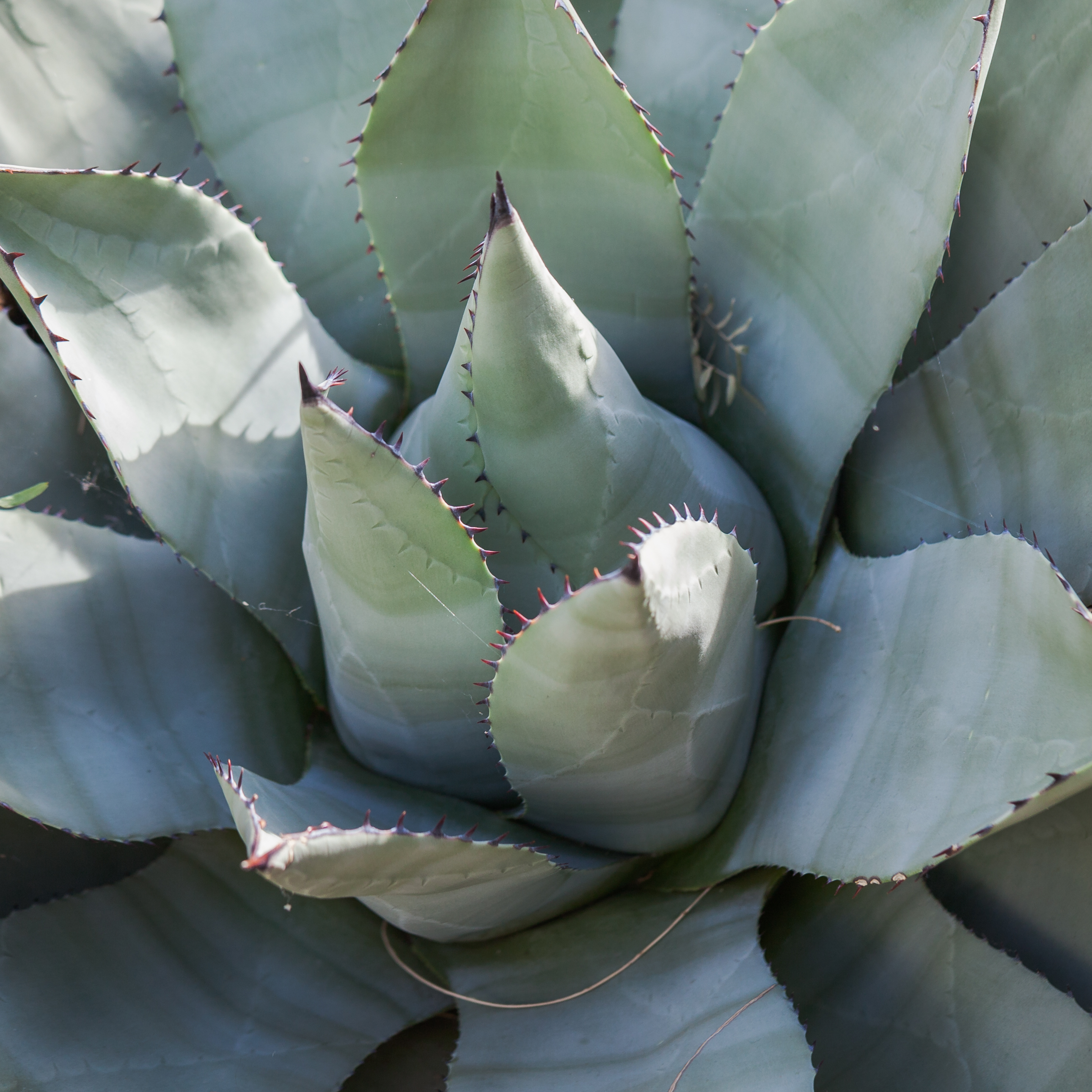
Detall de les fulles

Agave shawii és una espècie de planta suculenta de l'antiga família de les Agavàcies, ara subfamília Agavoideae. És originària del sud-oest dels Estats Units i del nord de Mèxic, on creix a grans altures. és molt resistent a la sequera i al fred (fins a -15 °C).

## Descripció
Aquesta Agave és perennifòlia. Presenta les fulles en forma de rosetes molt atapeïdes, amb fins a 160 fulles, amples i d'un color que pot anar des del gris platejat fins al verd clar. Les fulles tenen espines fortes a les vores i una espina terminal. Els Agave de major edat produeixen una inflorescència de 3 metres d'alçada amb raïms de brillants flors grogues. Un cop ha fructificat, mor, havent abans translocat tots els recursos de les fulles i la tija a les flors i llavors. Es propaga clonalment o per llavors.

## Taxonomia
Agave parryi va ser descrita per George Engelmann i publicada al Transactions of the Academy of Science of St. Louis 3: 311–313. 1875.

### Etimologia
- Agave: nom genèric que va ser donat a conèixer científicament el 1753 pel naturalista suec Linné, qui va agafar-lo del grec "Agavos". A la mitologia grega, Agave era una mènada filla de Cadme, rei de Tebes que, enfront d'una multitud de bacants, va assassinar al seu fill Penteu, successor de Cadme al tron. La paraula "agave" fa referència, doncs, a una cosa admirable o noble.[2]
- parryi: epítet atorgat en honor del botànic Charles Christopher Parry.

### Sinonímia
- Agave americana var. latifolia Torr.
- Agave applanata var. parryi (Engelm.) Mulford
- Agave chihuahuana Trel.
- Agave parryi f. integrifolia Breitung
- Agave parryi subsp. parryi
- Agave parryi var. parryi
- Agave parryi var. truncata Gentry
- Agave patonii Trel.[3]